# Schloss Goschütz

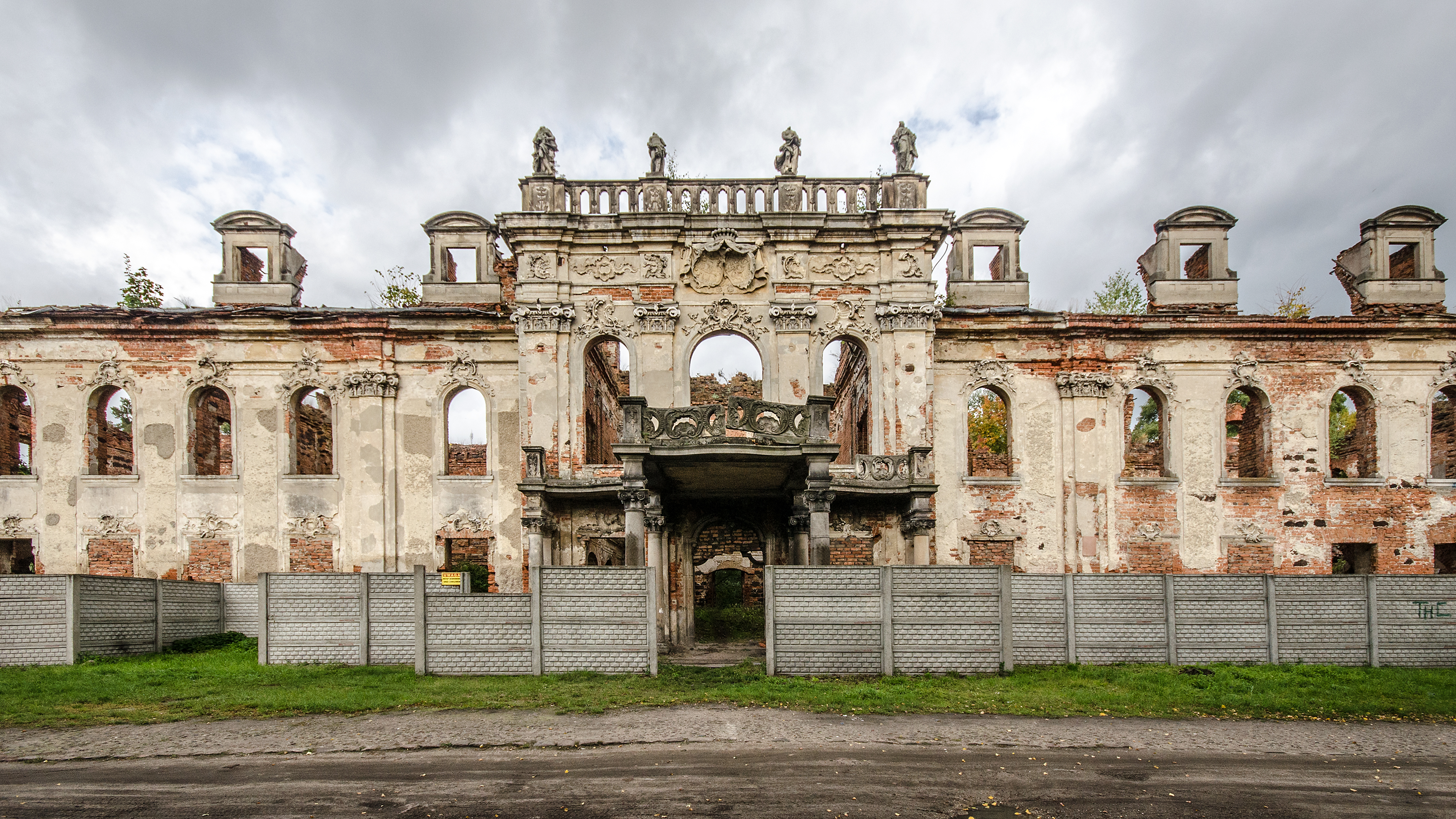
Schloss Goschütz

Die Ruine von Schloss Goschütz (polnisch Pałac w Goszczu) befindet sich im gleichnamigen Dorf Goszcz (deutsch Goschütz) in der Stadt- und Landgemeinde Twardogóra (Festenberg) im Powiat Oleśnicki in der Woiwodschaft Niederschlesien in Polen. Das Schloss galt als eine der schönsten barocken Schlossanlagen Schlesiens.

## Geschichte
„Goztech“ wurde erstmals 1155 urkundlich erwähnt. Im Zuge der deutschen Besiedelung wurde der Ort in einen kirchlich verwalteten nördlichen und einen weltlich verwalteten südlichen Teil getrennt. Dessen erste Herren die Grafen von Wiesenburg. Danach waren beide Ortsteile in Besitz der von Borschnitz, die das Eigentum 1605 an den Burggrafen Abraham II. von Dohna verkauften. Im Jahr 1665 ging der Besitz an den Freiherrn Gottfried von Heister, 1693 an Anna Sophia von Württemberg-Oels, wurde aber nicht Teil des Fürstentum Oels. Im Jahr 1727 erwarb Heinrich I. Leopold Freiherr von Reichenbach die Standesherrschaft Goschütz. Er stand in mehrfacher Hinsicht in Kontakt mit der Familie von Dohna.
Nach dem Ersten Schlesischen Krieg 1742 fiel Goschütz zusammen mit dem größten Teil Schlesiens an Preußen.
Ein mittelalterlicher Herrensitz befand sich vermutlich auf einer Insel im See. An der Stelle des heutigen Schlosses befand sich vermutlich in der ersten Hälfte des 17. Jahrhunderts ein erster Schlossbau. Ein Neubau des Schlosses 1730 brannte schon 1749 nieder. Das heutige Schloss wurde 1755 nach Plänen von Karl Martin Frantz als Vierflügelanlage nach palladianischem Vorbild errichtet. Das Schloss vereint Stilelemente des preußischen Rokoko und des Böhmischen Barocks.
Bekannte Grundbesitzer waren Heinrich Leopold von Reichenbach-Goschütz und dann sein Enkel Heinrich von Reichenbach-Goschütz, der selbst zuletzt in Dresden lebte.
Die Freie Standesherrschaft Goschütz bestand 1937 aus mindestens vierzehn einzelnen Gütern und wurden seit 1938 von Christoph-Heinrich Graf Reichenbach (1900–1990), verheiratet mit Marie-Luise von Schuckmann, betreut. Die Verwaltung leiteten ein Forstmeister und ein Rentmeister sowie weitere Mitarbeiter.
Das Schloss, 1886 bis 1888 modernisiert, brannte im Dezember 1947 aus und ist seither Ruine. Christoph Heinrich Graf von Reichenbach geriet in russische Kriegsgefangenschaft, aus der er 1956 entlassen wurde. Die Mitglieder der Grafenfamilie lebten dann in Norddeutschland und Bayern.

## Bauwerk
Die Anlage ist charakterisiert durch einen 80 × 60 Meter messenden Ehrenhof, an den sich beidseitig nach Osten Kavaliershäuser und Wirtschaftsbauten erstrecken. Daran anschließend, mit den Wirtschaftsbauten durch Gelenkbauten angeschlossen, folgt ein zweigeschossiger Wohntrakt mit einem vorgelagerten Altan. Auf der Schlossrückseite führte ein gedeckter Korridor zur Orangerie, die 1965 abgerissen wurde, sowie zur ruinösen Schlosskirche.